# James Neidhart
James Henry Neidhart (* 8. Februar 1955 in Tampa, Florida, Vereinigte Staaten; † 13. August 2018 in Calgary, Alberta, Kanada), auch bekannt als Jim „The Anvil“ Neidhart, war ein kanadisch-amerikanischer Wrestler und Schauspieler. Sein auffälligstes Merkmal war sein Spitzbart.

## Privates
Jim Neidhart lebte bis zu seinem Tod am 13. August 2018 in Calgary und war mit Ellen Hart (einer Tochter Stu Harts) verheiratet. Neidhart war der Vater von Natalie Katherine Neidhart, die aktuell als Natalya bei der WWE unter Vertrag steht. Neben ihr hatte er noch zwei weitere Töchter.
Im September 2010 wurde er wegen mehrerer Delikte festgenommen.
Neidhart war an Alzheimer erkrankt und erlitt am 13. August 2018 einen Anfall, der zu einem tödlichen Sturz führte.

## Karriere

### Football
Neidhart spielte zunächst American Football für die Dallas Cowboys und die Oakland Raiders. Später ging er nach Kanada, wo er sich von Stu Hart zu einem Wrestler ausbilden ließ. Hier erhielt er auch seinen Spitznamen „Anvil“ (Amboss), nachdem er einen Amboss-Wurfwettbewerb gewonnen hatte. Er feierte auch als Kugelstoßer Erfolge (19,85 m).

### Wrestling
Sein Wrestlingdebüt erfolgte 1979 bei Stampede Wrestling der Hart-Familie, in die er zwischenzeitlich eingeheiratet hatte. Hier gewann er zweimal die Tag Team Titel (1980 mit Hercules Ayala, 1983 mit Mr. Hito). Nach einem Abstecher nach Florida, wo er Southern Heavyweight Champion und Tag Team Champion wurde (gemeinsam mit Krusher Krushchev), wechselte er in die World Wrestling Federation (WWF, mittlerweile World Wrestling Entertainment), wo er gemeinsam mit seinem Schwager Bret Hart als Hart Foundation antrat. Gemeinsam gehörten sie über mehrere Jahre zur Spitze der Liga und gewannen zweimal die Tag-Team-Titel.
Nachdem das Team 1991 aufgelöst worden war, trat er kurzzeitig zusammen mit Brets Bruder Owen Hart als New Foundation auf, bevor er im Februar 1992 von der WWF entlassen wurde. In der Folge absolvierte er ein paar Matches für Eastern Championship Wrestling, bevor er sich für einige Monate New Japan Pro-Wrestling anschloss. Im Mai 1993 debütierte er bei World Championship Wrestling, doch bereits im Oktober verließ er die Promotion wieder. 1994 kehrte Neidhart zum King of the Ring in die WWF zurück, wo er in das Titelmatch von Bret Hart gegen Diesel eingriff. Später bildete er gemeinsam mit Owen Hart ein Tag Team, welches jedoch durch Neidharts erneute Entlassung nur kurz Bestand hatte. Im Sommer 1996 trat er als maskierter Wrestler Who? wieder für die WWF auf, doch da das Gimmick wenig Anklang bei den Fans fand, blieb es bei wenigen Matches. Nach einem Abstecher zu Ultimate Championship Wrestling kehrte er 1997 wieder zur WWF zurück und bildete dort gemeinsam mit Bret und Owen Hart, dem „British Bulldog“ Davey Boy Smith und Brian Pillman eine Neuauflage der Hart Foundation. Nach dem als Montreal Screwjob bekannt gewordenen Ereignis folgte er seinem Schwager Bret Hart in die WCW. Hier feierte er allerdings keine größeren Erfolge mehr.
Das nächste Gold gewann er 2000, als er gemeinsam mit dem Blue Meanie in einer Neuauflage der „New Foundation“ die Southern-Tag-Team-Titel von Maryland Championship Wrestling gewann. Ein Jahr später gelang ihm der Gewinn des UWA-Heavyweight-Titels. Danach war er in diversen anderen Ligen aktiv, ohne größere Erfolge zu erzielen. Bis zu ihrer Auflösung 2008 war Neidhart in der Promotion USA Xtreme Wrestling (UXW) unter Vertrag.
Am 6. April 2019 wurde er, als Mitglied der Hart Foundation, in die WWE Hall of Fame eingeführt.

## Erfolge
| Datum des Titelgewinns | Titel                                                       | gewonnen gegen...                   | Datum des Titelverlusts | verloren an                       |
| ---------------------- | ----------------------------------------------------------- | ----------------------------------- | ----------------------- | --------------------------------- |
| 27.09.1980             | Stampede Tag Team Title (mit Hercules Ayala)                | Kasavudu & Mr. Sakurada             | 22.11.1980              | Bobby Bass & Duke Myers           |
| 11.03.1983             | Stampede Tag Team Title (mit Mr. Hito)                      | Duke Myers & Kerry Brown            | 09.09.1983              | Cuban Assassin & Francisco Flores |
| 12.10.1983             | Mid South Tag Team Title (mit Butch Reed)                   | Magnum T.A. & Jim Duggan            | 25.12.1983              | Magnum T.A. & Mr. Wrestling II    |
| 12.08.1984             | Southern Heavyweight Title (Florida Version)                | Angelo Mosca                        | 25.08.1984              | Pez Whatley                       |
| 12.10.1984             | US Tag Team Title (Florida Version) (mit Krusher Krushchev) | Chavo Guerrero Sr. & Mandy Guerrero | 05.03.1985              | Jay Youngblood & Mark Youngblood  |
| 26.01.1987             | WWF Tag Team Title (mit Bret Hart)                          | British Bulldogs                    | 27.10.1987              | Strike Force                      |
| 27.08.1990             | WWF Tag Team Title (mit Bret Hart)                          | Demolition                          | 24.03.1991              | Nasty Boys                        |
| 26.01.2000             | MCW Tag Team Title (mit Blue Meanie)                        | Gewinn einer Battle Royal           | 12.04.2000              | Bull Pain & Todd Morton           |
| Mai 2001               | UWA Heavyweight Title                                       | DC Dalton                           | ???                     | ???                               |

- WWE Hall of Fame (Class 2019)